# Robert Páez
Robert Páez Rodríguez (Cumaná, Venezuela; 1 de junio de 1994) es un saltador venezolano, que ha particiado en diferentes competencias entre ellas, las Olimpiadas.

## Participaciones
- Juegos Panamericanos Guadalajara 2011: Participación en trampolín 3 m.[1]
- Juegos Olímpicos de la Juventud de Singapur 2010: 5° puesto en trampolín 3 m.[2][3]
- Juegos Olímpicos de Londres 2012: 25° puesto en trampolín 3 m.[3][4]
- Juegos Centroamericanos y del Caribe 2014: 6° puesto en plataforma 10 m.[5]
- Juegos Bolivarianos de 2013: 2° puesto en trampolín 3 m sincronizado, 3° puesto en plataforma 10 m.[6][7]
- Juegos Suramericanos de 2014: 4° lugar en plataforma 10 m.
- Campeonato Sudamericano de Natación de 2014: 1° puesto en plataforma 10 m.[8]
- Juegos Olímpicos de Río de Janeiro 2016: 23° posición en plataforma 10 m.[9]

## Vida personal
Páez es abiertamente homosexual, no se ha casado y no tiene hijos.